# Epigrafie
Epigrafie (Grieks: ἐπιγραφή, epi, op en graphein, schrijven), epigrafiek, epigrafica of opschriftkunde is de wetenschappelijke bestudering van inscripties die (op duurzame wijze) zijn aangebracht op steen of andere harde materialen, of zijn gegraveerd in metaal.

## Toelichting

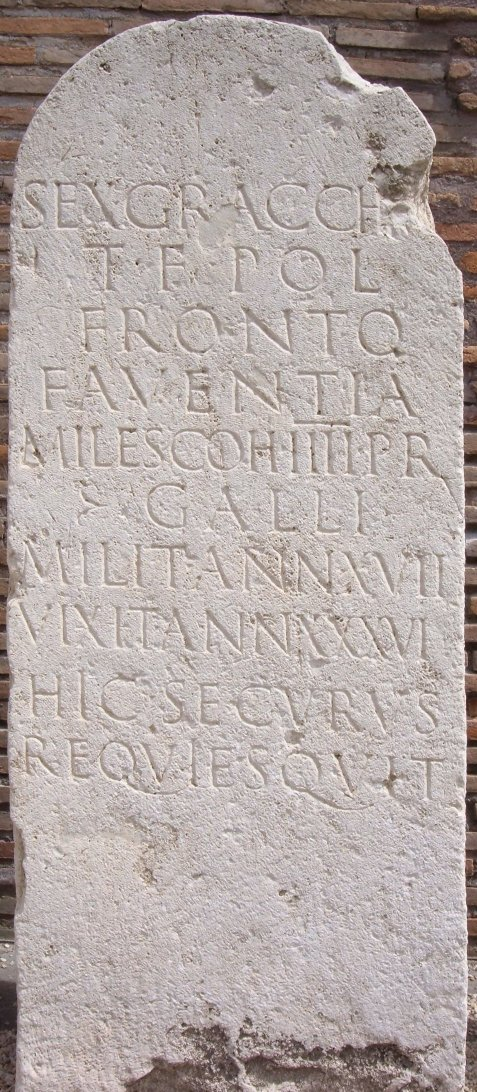
Graf van Sex(tus) Gracch(us)
T(itus) F(ilius), Miles in het IV cohors van de pretoriaanse garde. Hij heeft 17 jaar gediend en is 36 jaar oud geworden. Museo Epigrafico, Rome

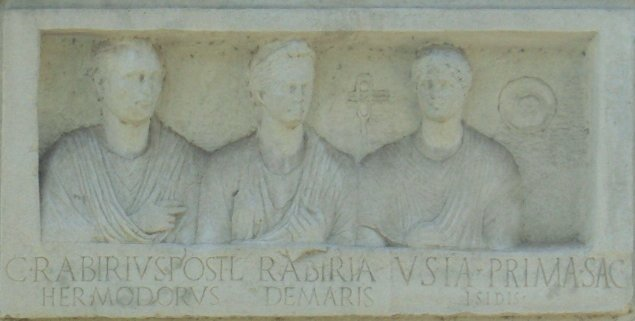
Graf van C. Rabirius, Rabiria Demaris en Usia Prima Sac(cerdotis) Isidis (priesteres van Isis). Ze wordt afgebeeld met een sistrum en een offerbrood(?)

Epigrafie draagt bij aan archeologisch onderzoek bij het bestuderen van in- en opschriften, zoals bij altaren en grafmonumenten, zoals sarcofagen en epitafen. De epigrafie is de bron bij uitstek voor onze kennis van het alledaagse leven in de oudheid. Niet alleen zijn er vele officiële teksten en grafstenen, maar ook in de oudheid kende men graffiti, reclame, namen op eetgerei, sloten en naamplaatjes, merknamen op tegels, leidingen en aardewerk.
Met behulp van epigrafie kunnen niet alleen vondsten worden gedateerd en toegeschreven aan specifieke personen, maar ook troepenverplaatsingen, kosten, financiers en aannemers van publieke werken, oorlogen, wetten en rituelen worden ontsleuteld. De epigrafie biedt ons een blik op de Jan Modaal in de oudheid en zorgt ervoor dat inscripties geïnterpreteerd kunnen worden als onvervangbare historische bronnen. Epigrafisch onderzoek voor de oudheid wordt bijvoorbeeld gepubliceerd in het Zeitschrift für Papyrologie und Epigraphik. Een bibliografisch overzicht van publicaties over inscripties biedt de Année épigraphique. Minder bekend is dat er ook epigrafisch onderzoek plaatsvindt naar middeleeuwse inscripties.
Als wetenschap kwam de epigrafie al op tijdens de Renaissance. Humanisten als Carlo Signorio publiceerden over inscripties in Rome. In de negentiende eeuw groeide de epigrafie vooral dankzij de oud-historicus Theodor Mommsen uit tot een volwaardige historische hulpwetenschap. Zelf zette Mommsen het Corpus Inscriptionum Latinarum op, waarvan hij verschillende delen redigeerde.

## Bekende epigrafici
- Bartolomeo Borghesi
- Jan Laurens Andries Brandes
- Franz Cumont
- Wilhelm Dittenberger
- Otto Hirschfeld
- Joeri Knorozov
- Theodor Mommsen
- Sertorio Orsato
- Dorothy Pikhaus
- Louis Robert